# Kristina Juel Stokkebroe
Kristina Juel Stokkebroe (født 17. juni 1977) er en dansk sportsdanser fra Århus Elite Dans. Sammen med sin partner, Peter Stokkebroe, er hun i den absolutte verdenselite inden for latin. Dette blev understreget, da parret vandt VM i denne disciplin i 2006 og kort efter med sejren i The International kunne se tilbage på et år med sejre i samtlige de turneringer, parret stillede op i. Parret vandt sølv ved EM i latin 2009.
Parret udgør også privat par, idet de blev gift 17. juli 2004. De meddelte efter EM 2009, at de venter barn og derfor har taget pause fra dansekarrieren indtil videre.

## Titelliste
- 1991: Verdensmester ynglinge i latin og standard
- 1996: Nordisk mester i kombineret
- 1997: Nordisk mester i kombineret
- 1998: Danmarksmester i kombineret
- 1999: Danmarksmester i kombineret
- 1999: Nordisk mester i kombineret
- 2000: Danmarksmester i kombineret
- 2000: Europamester i 10 danse
- 2000: Verdensmester i 10 danse
- 2004: Nordisk mester i latin
- 2005: Danmarksmester i latin
- 2006: Europamester i latin
- 2006: Verdensmester i latin
- 2007: Europamester i latin for amatører
- 2007: Nr.6 på verdensranglisten for professionelle
- 2009: Nr. 2 ved EM i latin

## Fodnoter
1. ↑  "Danske sølvvindere venter barn", politiken.dk, 24. april 2009